# STS–87
Az STS–87 jelű küldetés az amerikai űrrepülőgép-program 88., a Columbia űrrepülőgép 24. repülése.

## Küldetés
Leonyid Kosztyantinovics Kadenyuk volt az első ukrán űrhajós.

## Jellemzői
A beépített kanadai Canadarm (RMS) manipulátor kart 50 méter kinyúlást biztosított (műholdak indítása/elfogása, külső munkák [kutatás, szerelések], hővédőpajzs külső ellenőrzése) a műszaki szolgálat teljesítéséhez.

## Első nap
1997. november 19-én a szilárd hajtóanyagú gyorsítórakéták, Solid Rocket Booster(SRB) segítségével Floridából, a Cape Canaveral (KSC) Kennedy Űrközpontból, a LC39–B (LC–Launch Complex) jelű indítóállványról emelkedett a magasba. Az orbitális pályája 90 perces, 28,45 fokos hajlásszögű, elliptikus pálya perigeuma 273 kilométer, az apogeuma 279 kilométer volt. Felszálló tömege indításkor 123 244 kilogramm, leszálló tömege 114 163 kilogramm. A szállított hasznos teher 6551 kilogramm.

## Hasznos teher
1. Spacelab  (USMP–4) mikrogravitációs laboratóriumban a legénység anyagtudományi és biológiai (láng és folyadék, szójabab és a moha) kísérleteket végzett. A programot  készítette és irányította a Marshall Space Flight Center (Huntsville, Alabama).
2. Advanced Automated Directional Solidification Furnace (AADSF) – anyagtudományi kísérlet félvezető kristályok előállítására (hevítés, hűtés).
3. Confined Helium Experiment (CheX) – folyadék kísérlet hélium nemesgázzal (gáz-folyadék, folyadék-gáz).
4. Isothermal Dendritic Growth Experiment (IDGE) – léghőmérséklet dendritikus kristálynövekedési, anyag tulajdonsági kísérletek (fémek, ötvözetek). A MEPHISTO  rendszer mérte a kísérleti anyagok hőmérsékletét, sebességét (olvadás, kristályosodás), megszilárdulás előtti alakját, az űrállomáson jelen lévő rezonanciák zajtényezőit.
5. Space Acceleration Measurement System (SAMS) – célja, hogy mérje és rögzítse az USMP–4-re ható mikrogravitációs gyorsulási tényezőket.
6. Orbital Acceleration Research Experiment (OARE) – a mikrogravitációs környezetben fellépő rezgések mérése, elősegítve a kutatási folyamatok pontosságát.
7. Shuttle Ozone Limb Sounding Experiment (SOLSE) – a Föld felső légterében (20–50 kilométer) meghatározni, térképezi az ózon jelenlétét.
8. Loop Heat Pipe (LHP) – folyadékokkal történő hőenergia továbbításának kísérlete. Sodium Sulfur Battery Experiment (NaSBE) – nátrium–kén akkumulátor kísérlet.
9. Turbulent Gas Jet Diffusion Flames (TGDF) – Get Away Special hordozó tartály. Zárt tartályokban végrehajtott tűz kísérletek.
10. Get Away Special (GAS G – 036) tartályokban ellenőrzött anyag kísérletek végzése (folyadékok, aszfalt, cement).
11. Middeck Glove Box (MGBX) – az anyagtudományi és biológiai kísérletek feltételeit biztosította. A nem elegyedő folyadékok mikrogravitációs feldolgozása. Különféle anyagok viselkedésének vizsgálata tűzben.
12. Collaborative Ukraine Experiment (CUE) – növénykísérletek palántákkal; zárt tartályokban elhelyezett magokkal, csírákkal.
13. Robotic Camera (AERCam Sprint) – az űrséta (EVA) alatt végrehajtott feladatokat rögzítette. A 35 kilogrammos, lassan mozgó, gömb alakú jármű, két televíziós kamerájával felvett képeket a vezérlőrendszerhez továbbította. Az űrhajósokat rádión tájékoztatták a látottakról. A repülő mozgását Steven Lindsey az űrrepülőgép pilótafülkéjéből, 12 kis nitrogén gázüzemű fúvókával biztosította. 30 perces szolgálatot teljesített.

### Űrséták
Az első űrséta egy nem tervezett program volt. A Spartan–201–4 pályairányba állítását követően nem stabilizálódott (bukfencezett), a manipulátor kar nem tudta visszanyerni. A két űrhajós kézzel elfogta, kikötötte és a raktérbe irányította. Első alkalommal végzett űrsétát japán űrhajós. A második űrsétán (kutatás, kísérlet) a Nemzetközi Űrállomás (ISS) építéséhez, karbantartásához szükséges módszereket gyakorolták. Végrehajtották az STS–80 küldetése alatt (beragadt zsiliphez ajtó) elhagyott programot. Tesztelték a mandzsettára szerelt laptop alkalmazhatóságát, az űrruha hőszigetelését (hideg elleni védelem), valamint alkalmazták a  Robotic Camerát.
(zárójelben a dátum és az időtartam)
- EVA 1: Scott és Doi (1997. november 24., 7 óra 43 perc)
- EVA 2: Scott és Doi (1997. december 3., 4 óra 59 perc)

### Műhold
A tehertérben rögzített tudományos műholdat Kalpana Chawla által működtetett  Canadarm (RMS) manipulátor kar segítségével pályairányba állították.

#### Spartan–201–4
A NASA Spartan programjának célja, hogy egy egyszerű, olcsó, az űrrepülőgép Canadarm (RMS) manipulátor karjával pályába állítható/visszanyerhető, többször felhasználható kísérleti űreszközt, platformot (független űrlaboratóriumot) alkalmazzanak. Visszanyerés után vizsgálati (kiértékelés) céllal a Földre szállítsanak. A Spartan–1 platformot az STS–51–G küldetése során állították pályairányba.
A tudományos műholdat a NASA–GSFC gyártotta, üzemeltette a NASA–OSF. Megnevezései: Shuttle Pointed Autonomous Research Tool for Astronomy (Spartan–201–4); Spartan–201–4 (1997-073B). Kódja SSC 25062.
Az űrhajósok november 21-én az űrrepülőgép rakteréből kiemelve szabad pályába állították. Beállítási hiba miatt a pályairányba emelt Spartan–201–4 automatikusan induló tájoló egysége nem indult (a platform bukfencezett). A manipulátor kar nem tudta elfogni, ezért egy nem tervezett űrsétát hajtottak végre. A kézzel visszanyert platformot egy horgony segítségével a raktérben rögzítették. December 2-án a manipulátor kar végére rögzítve kiemelték az űrrepülőgép rakteréből, hogy a tervezett programjából többet is elvégezhessen. Az orbitális egység pályája megegyezett az űrrepülőgép pályájával. Feladata: a Nap légkörének, a napkoronának, a napszélnek ultraibolya tartományban történő spektrométeres és koronagráf vizsgálata. További programelemek voltak: a világűr rádiófrekvenciás vizsgálata, lézeres irányító rendszer tesztje, automatizált eszközök tesztje.
Előző platform a Spartan–201–3 (1995-048B), a következő platform a Spartan–201–5 (1998-064C).

## Tizenötödik nap
1997. december 5-én a Kennedy Űrközponton (KSC), kiinduló bázisán szállt le. Összesen 15 napot, 16 órát, 35 percet töltött a világűrben. 10 500 000 kilométert repült, 252 alkalommal kerülte meg a Földet.

## Személyzet
(zárójelben a repülések száma az STS–87 küldetéssel együtt)
- Kevin Richard Kregel (3), parancsnok
- Steven Wayne Lindsey (1), pilóta
- Winston Elliott Scott (2), küldetésfelelős
- Kalpana Chawla (1), küldetésfelelős
- Doi Takao (1), küldetésfelelős – Japán Űrügynökség (JAXA)
- Leonyid Kosztyantinovics Kadenyuk (1), kutatásfelelős – Ukrán Állami Űrügynökség  (НКАУ)

### Tartalék személyzet
- Jaroszlav Ihorevics Pusztovij kutatás specialista - Ukrán Állami Űrügynökség (НКАУ)

### Visszatérő személyzet
- Kevin Richard Kregel (3), parancsnok
- Steven Wayne Lindsey (1), pilóta
- Winston Elliott Scott (2), küldetésfelelős
- Kalpana Chawla (1), küldetésfelelős
- Doi Takao (1), küldetésfelelős
- Leonyid Kosztyantinovics Kadenyuk (1), kutatásfelelős